# 臺中市婦女福利服務中心
臺中市婦女福利服務中心成立於2003年，是台中市政府提撥經費，以公辦民營方式，由民間組織機構承接的社會福利業務。底下共包含八個婦女福利服務中心，以設籍或居住在台中市之一般婦女為服務對象，優先關注特殊境遇及弱勢婦女。同時亦提供教育訓練及資源給從事婦女福利服務工作之相關從業人員。其服務內容包含：個案管理、法律諮詢、心理諮商、成長教育、專業人員訓練及福利諮詢等六大類服務。八個福利中心依據機構的地理位置，以行政區進行劃分，提供服務給社區居民。:p.59
八個婦女福利服務中心的民營單位其服務區域如下：
- 西大墩婦女福利服務中心：2003年9月（民國92年）由天主教聖母聖心修女會承辦，服務區域主要包括西屯區、龍井區、沙鹿區、大肚區。

- 三十張犁婦女福利服務中心：由天主教曉明社會福利基金會承辦，服務區域主要包括北區、北屯區、潭子區。

- 犁頭店婦女福利服務中心：2006年（民國95年）由瑪利亞社會福利基金會承辦，服務區域主要包括西區、南屯區、南區、中區、烏日區。
- 綠川婦女福利服務中心：由晚晴婦女協會承辦，服務區域主要包括東區、大里區、太平區、霧峰區。
- 大甲婦女福利服務中心：原「臺中縣婦女福利服務中心」。
- 豐原婦女福利服務中心：由台灣陽光婦女協會承辦，服務區域包括豐原區、潭子區、神岡區、大雅區。
- 海線婦女福利服務中心：由弘毓社會福利基金會承辦，服務區域包括大甲區、大安區、外埔區、清水區、梧棲區、后里區。
- 東勢婦女福利服務中心：由佛傳慈心基金會承辦，服務區域包括新社區、和平區、東勢區、石岡區。[2][3]

臺中市婦女福利服務中心，由台中市政府社會局之婦女福利與性別平等科人員協助相關業務承辦。民間承辦之八個福利中心，則各自有其編制人員。
透過公設民營的方式，串連地方政府及民間團體，使地方政府能夠提撥資金進行社區團體培力，並讓在地耕耘之社區團體能夠依據行政區內的民眾需求提供適切服務。以台中市三十張犁婦女福利服務中心為例，其於2015年推出「貴人計畫」，期望能夠提供弱勢婦女更有彈性的上班時間，方便婦女接送小孩上下課。在計畫推出第一年，即獲得多家店之友善回應，經評估後篩選出8家店進行第一年試辦。:P.78